# Joan Tarragó i Balcells
Joan Tarragó i Balcells   (el Vilosell, 17 de febrer de 1914 - Briva la Galharda, 16 de juliol de 1979) va ser un exiliat republicà català i supervivent del camp d'extermini nazi de Mauthausen, conegut per haver-hi ideat i organitzat una biblioteca clandestina.

## Biografia
Va perdre la ciutadania espanyola a conseqüència d'un acord entre Adolf Hitler i Francisco Franco, signat pel ministre i cunyat de Franco, Ramón Serrano Suñer. Per tant, l'administració nazi considerant-los apàtrides els va atribuir el «triangle blau» que qualificava en aquesta categoria els deportats.
Fill d'una família del Vilosell que es va traslladar a Tarragona per motius econòmics, va treballar des dels deu anys en l'hostaleria a Tarragona, Salou i Madrid. Va ingressar el 1932 a les Joventuts Llibertàries de Madrid i mesos després, al tornar a Tarragona, al Partit Comunista de Catalunya. Es va fer militant del Partit Socialista Unificat de Catalunya (PSUC) en fundar-se el partit el 1936. El 19 de juliol de 1936, després del cop d'estat del 18 de juliol', va ser responsable de les Milícies Antifeixistes de la Unió General de Treballadors de la localitat de Tarragona.
Va lluitar a la Guerra Civil espanyola (1936-39) essent instructor a la 31a Divisió i a la 55a Divisió. Va participar en la primera batalla de Belchite.
Durant La retirada, va exiliar-se des de Maçanet de Cabrenys cap a l'Estat francès el 19 de febrer de 1939 després de la caiguda de Catalunya en mans de les tropes franquistes. Va ser reclutat immediatament al camp de concentració de Sant Llorenç de Cerdans i el mateix any va ser traslladat al camp de Sètfonts.
A l'inici de la Segona Guerra Mundial, es va allistar a l'Exèrcit francès i va ser capturat pels nazis a Épinal el 19 de juny de 1940. El van deportar al camp de concentració de Mauthausen el 23 de gener de 1941 atribuint-li el número d'ingrés 4.355. Juntament amb altres deportats membres del Partit Comunista d'Espanya, del PSUC i de les Joventuts Socialistes Unificades, va organitzar una xarxa de resistència dins del camp de concentració. Una de les tasques de Joan Tarragó va ser robar menjar i medicines de la cuina de l'Schutzstaffel que després es repartien entre els presos de forma solidària. A partir de 1943, Tarragó es va destacar en l'organització d'una biblioteca clandestina aconseguida amb els llibres que se sostreien als presos francesos i italians acabats d'arribar al camp. En un armari del barracó 13 va arribar a reunir fins a 200 volums d'autors com Émile Zola, Victor Hugo, Fiódor Dostoievski o Maksim Gorki. El seu testimoni es pot llegir al llibre de la periodista Montserrat Roig Els catalans als camps nazis.

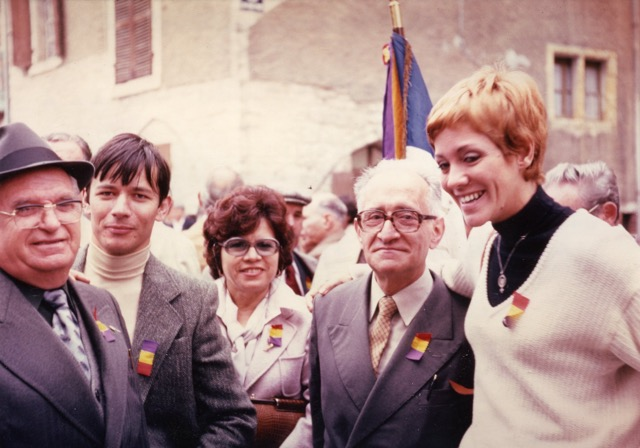
Joan Tarragó (esquerra) amb Montserrat Roig (dreta).

Tarragó va sortir en llibertat quan les tropes estatunidenques van alliberar el camp el 5 de maig de 1945. L'agost de 1946 es va reunir a Andorra amb la seva esposa, Rosa Esteve i Serra, nascuda el 17 de juny de 1914 a Vilaverd, que seguia vivint a Catalunya. Va creuà clandestinament la frontera llavors tancada el dia 16 d'Agost de 1946. Després de ser secretari general del PSUC al departament de l'Arieja, es van instal·lar a Briva, al Llemosí. Més endavant van adquirir la ciutadania francesa. Van tenir dos fills, Llibert Tarragó i Esteve (1947) i Joan Ramon Tarragó i Esteve (1951). El 2003, Llibert Tarragó va fundar a París el grup d'investigació i recerca sobre la deportació republicana, anomenat Triangle Blau, i ha investigat durant anys el llegat del seu pare.
El 16 de juny del 2019 es va inaugurar la Biblioteca La Clandestina al seu poble natal del Vilosell, en presència del President de la Generalitat de Catalunya, Quim Torra. L'Ajuntament del Vilosell va atorgar a Joan Tarragó el títol de Fill Il·lustre del Vilosell.